# Konstantin Puschkarjow
Konstantin Wladimirowitsch Puschkarjow (russisch Константин Владимирович Пушкарёв; * 12. Februar 1985 in Ust-Kamenogorsk, Kasachische SSR) ist ein ehemaliger kasachischer Eishockeyspieler, der mit der kasachischen Nationalmannschaft an drei Weltmeisterschaften der Top-Division teilnahm.

## Karriere
Konstantin Puschkarjow begann seine Karriere als Eishockeyspieler in seiner Heimatstadt im Nachwuchsbereich von Torpedo Ust-Kamenogorsk. Für dessen Profimannschaft spielte der Angreifer in der Saison 2002/03 erstmals in der Wysschaja Liga, der zweiten russischen Spielklasse. In seinem Rookiejahr erhielt er in vier Spielen vier Strafminuten. Anschließend wechselte er zum HK Awangard Omsk aus der russischen Superliga, mit dem er 2004 russischer Meister wurde, auch wenn er zumeist für deren zweite Mannschaft in der drittklassigen Perwaja Liga spielte. Diesen verließ der Linksschütze nach nur einem Jahr zu Beginn der Saison 2004/05, um für die Calgary Hitmen, die ihn in der 2. Runde des CHL Import Drafts 2004 an Position 73 gezogen hatten, in der kanadischen Juniorenliga Western Hockey League zu spielen. In der Saison 2005/06 gab er sein Debüt in der National Hockey League, für die Los Angeles Kings, die ihn bereits im NHL Entry Draft 2003 in der zweiten Runde als insgesamt 44. Spieler ausgewählt hatten. In seinem ersten Jahr im Franchise der Kalifornier bestritt er allerdings nur ein Spiel in der NHL und verbrachte die restliche Spielzeit in deren Farmteam, bei den Manchester Monarchs, in der American Hockey League. 
Nach eineinhalb Jahren wurde Puschkarjow im Februar 2007 von den Los Angeles Kings in einem Mattias Norström und Jaroslav Modrý umfassenden Transfergeschäft an ihren Ligarivalen Dallas Stars abgegeben. Bei diesem konnte sich der Kasache anschließend nicht durchsetzen, so dass er ausschließlich für Dallas AHL-Farmteam Iowa Stars zum Einsatz kam. Nachdem er zu Beginn der Saison 2007/08 zurück nach Russland zum HK ZSKA Moskau gewechselt war, entschied er sich nach wenigen Spielen noch im gleichen Jahr zu einer Rückkehr nach Iowa. Dort zeigte er sich im Vergleich zum Vorjahr verbessert. Dennoch unterschrieb er für die Saison 2008/09 einen Vertrag beim HK Metallurg Magnitogorsk aus der neugegründeten Kontinentalen Hockey-Liga. Für diesen erzielte er in 34 Spielen fünf Tore und gab eine Vorlage. Anschließend wurde er für die Spielzeit 2009/10 von den Wilkes-Barre/Scranton Penguins aus der AHL verpflichtet.
2010 wechselte er zum kasachischen KHL-Klub Barys Astana, für den er bis 2018 spielte. Zudem kam er parallel für die zweite Mannschaft des Klubs in der kasachischen Meisterschaft zum Einsatz, die ab 2013 Nomad Astana genannt wurde. Nachdem er die Spielzeit 2018/19 beim HK Kurbads in Lettland verbracht hatte, kehrte er in seine Heimat zurück, wo er seine Karriere beim HK Almaty ausklingen ließ.

### International
Für Kasachstan nahm Puschkarjow im Juniorenbereich an den U18-Weltmeisterschaften 2002 in der Division I und 2003, als er gemeinsam mit Alexander Owetschkin Torschützenkönig des Turniers wurde, in der Top-Division sowie der U20-Weltmeisterschaft 2003 in der Division I teil. 
Im Seniorenbereich stand er im Aufgebot seines Landes bei den Weltmeisterschaften der Division I 2011, 2013, 2015 und 2017 sowie der Top-Division 2012, 2014 und 2016. Zudem vertrat er seine Farben bei den Qualifikationsturnieren für die Olympischen Winterspiele in Sotschi 2014 und  in Pyeongchang 2018.

## Erfolge und Auszeichnungen
- 2002 Aufstieg in die Top-Division bei der U18-Junioren-Weltmeisterschaft der Division I
- 2003 Bester Torschütze der U18-Junioren-Weltmeisterschaft
- 2004 Russischer Meister mit dem HK Awangard Omsk
- 2011 Aufstieg in die Top-Division bei der Weltmeisterschaft der Division I, Gruppe B
- 2013 Aufstieg in die Top-Division bei der Weltmeisterschaft der Division I, Gruppe A
- 2015 Aufstieg in die Top-Division bei der Weltmeisterschaft der Division I, Gruppe A

## Statistik
(Stand: Ende der Saison 2017/18)